# Biosphärenreservat Berchtesgadener Land

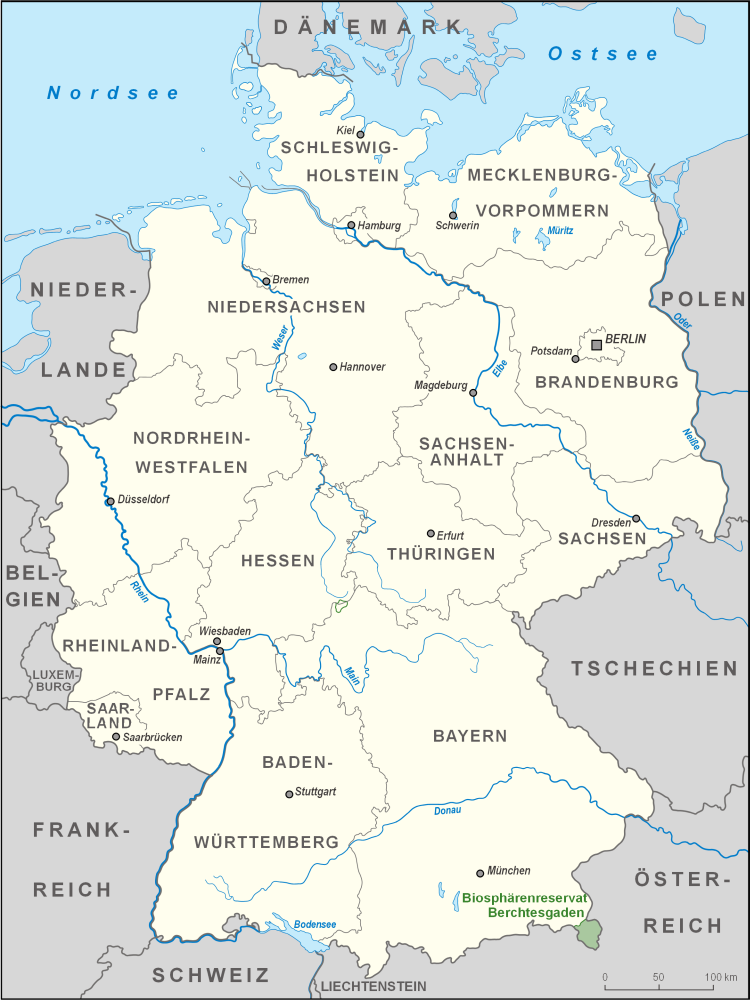
Lage des Biosphärenreservats Berchtesgaden

Logo des Biosphärenreservats

Das Biosphärenreservat Berchtesgadener Land mit der Selbstbezeichnung Biosphärenregion Berchtesgadener Land umschließt mit seinen 840 km² das gesamte Gebiet des Landkreises Berchtesgadener Land in Bayern (Deutschland). Es stellt eine Erweiterung des Biosphärenreservats Berchtesgaden (auch: Alpenpark Berchtesgaden) mit seinerzeit 467 km² Gebietsfläche dar, dem am 20. November 1990 von der UNESCO das Prädikat „UNESCO Biosphärenreservat“ verliehen wurde.

## Geographie
Das Biosphärenreservat Berchtesgadener Land liegt in den Berchtesgadener Alpen rund um Berchtesgaden und damit im äußersten Südostteil des deutschen Bundeslands Bayern an der Grenze zu Österreich (dortiges Bundesland Salzburg). Kernzone dieses Reservats ist in seinem Südteil der 210 km² große Nationalpark Berchtesgaden.
Sein Vorläufer, das Biosphärenreservat Berchtesgaden, beschränkte sich noch neben Berchtesgaden auf die Gemeinden Bischofswiesen, Ramsau, Schönau und Marktschellenberg sowie auf Teile der Stadt Bad Reichenhall und der Gemeinden Bayerisch Gmain und Schneizlreuth. Für die Erweiterung zum Biosphärenreservat Berchtesgadener Land sind 2010 die Kommunen Laufen, Saaldorf-Surheim, Teisendorf, Freilassing, Ainring, Anger und Piding hinzugekommen.
Der Verlauf der Biosphärenreservatsgrenze ist seitdem identisch mit den Grenzen des Landkreises Berchtesgadener Land, der halbinselförmig ins österreichische Bundesland Salzburg hineinreicht.

## Zonen des Biosphärenreservats
Die Kern- (139 km²) und Pflege- bzw. Pufferzone (69 km²) des Biosphärenreservats Berchtesgaden sind flächenmäßig deckungsgleich mit jener des Nationalparks Berchtesgaden, die Entwicklungszone des Reservats (632 km²) ist genauso groß wie das nördliche Vorfeld des Nationalparks.

## Landschaftsbild

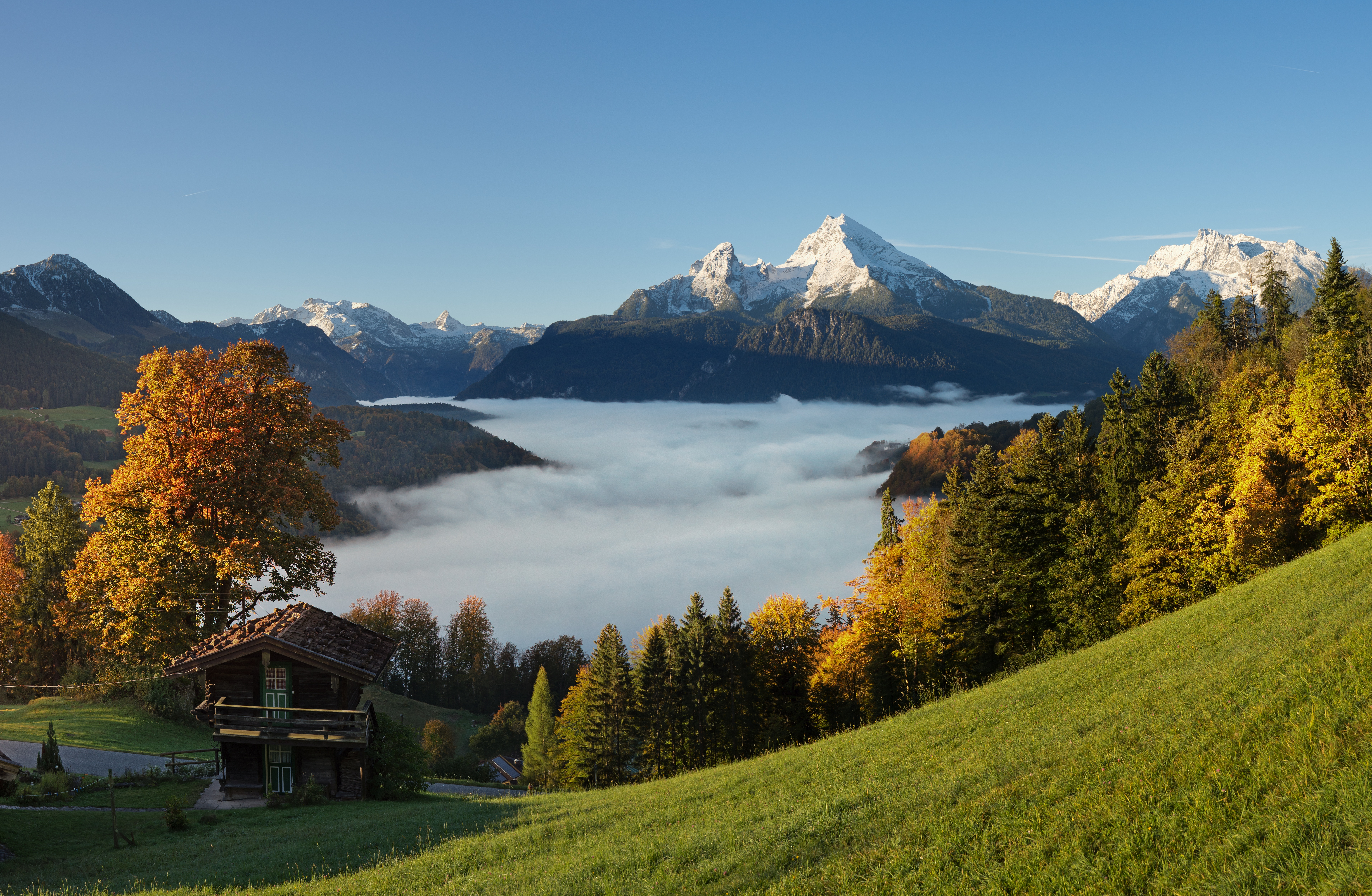
Blick von Metzenleiten nach Südwesten über das nebelbedeckte Berchtesgaden zum Watzmann

Im Biosphärenreservat Berchtesgaden gibt es Laub- und Mischwälder, Almweiden, Hochheiden, Moore und Auwälder sowie wenige Ortschaften und einige Bauerschaften mit bäuerlicher Kulturlandschaft.

## Geschichte
Seinen Anfang hat das Biosphärenreservat Berchtesgadener Land als Biosphärenreservat Berchtesgaden bzw. Alpenpark Berchtesgaden genommen, dessen Einrichtung von der Bayerischen Staatsregierung am 7. Mai 1974 mit der Geographie und den drei Zonen (dem aus dem einstigen Naturschutzgebiet Königssee hierfür gebildeten Nationalpark Berchtesgaden als Kernzone sowie eine Erschließungs- und eine Erholungszone) gleich dem jetzigen Biosphärenreservat beschlossen wurde. Am 18. Juli 1978 hatte nach weiterer Vorbereitung und längerer Beratung im Bayerischen Landtag die Staatsregierung die Verordnung über den Alpenpark Berchtesgaden wie auch zu dem darin einbezogenen Nationalpark Berchtesgaden erlassen. Das Biosphärenreservat Berchtesgaden umfasste bereits neben Berchtesgaden die Gemeinden  Bischofswiesen, Ramsau, Schönau  und Marktschellenberg sowie Teile der Stadt Bad Reichenhall und der Gemeinden Bayerisch Gmain und Schneizlreuth.
Nach der Prädikatsverleihung wurde das Biosphärenreservat Berchtesgaden von der Bevölkerung und der regionalen Politik überwiegend abgelehnt. Erst nach der Kommunalwahl 2002 kam, aufgrund der Zusicherung, dass mit dem Reservat keinerlei Einschränkungen verbunden sind und größere Fördersummen fließen, wieder Bewegung in das Projekt. Schließlich wurde ein Förderverein gegründet und das Reservat mit Leben erfüllt.
Die Planungen, den Trägerverein und das Reservat weiter auszudehnen, wurden im Juni 2010 verwirklicht. Das Biosphärenreservat ist nach Norden hin auf 840 km² erweitert worden und umfasst seitdem den gesamten Landkreis Berchtesgadener Land. Hinzugekommen sind die Kommunen Laufen, Saaldorf-Surheim, Teisendorf, Freilassing, Ainring, Anger und Piding. Der Name des Reservats lautet seitdem Biosphärenreservat Berchtesgadener Land.